# Maximilian Ulysses Browne
Maximilian Ulysses Browne (23. listopada 1705. – 26. svibnja 1757.), grof Browne od Svetog Rimskog Carstva, barun de Camus und Mountany, bio je austrijski vojskovođa.
Rođen je u Baselu kao sin grofa Ulyssesa von Brownea i Annabelle Fitzgerald, irskih izbjeglica. Njegovoj ranoj karijeri su pomogle njegove obiteljske veze, te obiteljske veze njegove supruge, grofice Marie Philippine von Martinitz. Svoj brzi napredak u vojsci opravdao je na bojnom polju, a posebno se istakao u Italiji 1734. godine, u Tirolu i u ratu s Turcima.
Predvodio je austrijsku vojsku u Austrijskom nasljednom ratu, te je bio teško ranjen. Napredovao je u svojoj vojnoj karijeri, te se u Sedmogodišnjem ratu opet borio protiv vojske pruskog kralja Fridrika II. Smrtno je ranjen za vrijeme Sedmogodišnjeg rata, te je umro u Pragu.